# Новотроицкий (Ростовская область)
Новотроицкий — хутор в Родионово-Несветайском районе Ростовской области.
Входит в состав Болдыревского сельского поселения.

## География

### Улицы
- ул. Полевая,
- ул. Садовая,
- ул. Степная,
- ул. Центральная.

## Население
| 2010 |
| ---- |
| 185  |